# Új Konzervatív Párt
Az Új Konzervatív Párt (lettül Jaunā Konservatīvā Partija) egy politikai párt Lettországban, melyet 2014 májusában alapítottak meg. A párt elindult a 2014-es parlamenti választásokon is, ahol nem szereztek parlamenti mandátumot. A 2018-as parlamenti választásokon viszont a 100 fős Saeimában 16 mandátumot szerzett, és a harmadik legnagyobb párttá vált.
2018 óta a párt kormánypárt.

## Választási eredmények
| Választás éve | Szavazatok száma | Szavazatok aránya | Mandátumok száma | Parlamenti státusz |
| ------------- | ---------------- | ----------------- | ---------------- | ------------------ |
| 2014          | 6389             | 0,70%             | 0                | nem jutott be      |
| 2018          | 114 694          | 13,67%            | 16               | kormánypárt        |
| 2022          | 28 270           | 3,13%             | 0                | nem jutott be      |

| Választás éve | Szavazatok száma | Szavazatok aránya | Mandátumok száma |
| ------------- | ---------------- | ----------------- | ---------------- |
| 2019          | 20 595           | 4,38%             | 0                |

## A párt szerepe a kormányban
A párt részt vesz a 2019 január 23.-án létrejött Kariņš-kormányban. Jelenleg a párt három miniszteri tárcát vezet a tizennégyből:
- Igazságügyi minisztérium
- Oktatásügyi és tudományos minisztérium
- Szállítási minisztérium

## Külső hivatkozások
- honlap